# Eastwood (Nottinghamshire)
Eastwood ist eine Stadt und eine Verwaltungseinheit im District Broxtowe in der Grafschaft Nottinghamshire, England. Eastwood ist 12,9 km von Nottingham entfernt. Im Jahr 2001 hatte es 18.612 Einwohner. Eastwood wurde 1086 im Domesday Book als Estewic erwähnt.

## Persönlichkeiten
- David Herbert D.H. Lawrence (* 1885 in Eastwood; † 1930 in Vence/Frankreich), Schriftsteller
- Jeff Astle (* 1942 in Eastwood; † 2002 in Burton-upon-Trent), Fußball-Nationalspieler
- Tony Woodcock (* 1955 in Eastwood) Fußball-Nationalspieler, Spielerberater und -vermittler